# Маріс (єпископ)
Маріс (грец. Μάρις Χαλκηδόνος; IV ст.) — єпископ Халкедону у IV столітті, визначний прихильник аріанства.
Він найбільш відомий історії як учасник Нікейського собору 325 року/. Маріс був одним із єпископів-аріан цього Собору. Згодом він підписав Нікейський символ віри разом із іншими прихильниками аріан, Зопіром Баркським, Євсевієм Нікомедійським і Теогнісом Нікейським. Разом із трьома іншими аріанськими єпископами він був відправлений у заслання.
Він також відомий тим, що зіткнувся з антихристиянським імператором Юліаном Відступником у 362 році після того, як він осліп — у відповідь на Юліана, який сказав йому: «Твій галілеянський Бог не вилікує твій зір». Він відповів: «Я дякую Богу за те, що позбавив мене можливості бачити твоє обличчя».